# Atrophothele
Atrophothele is een geslacht van spinnen uit de familie Barychelidae.

## Soorten
Het geslacht kent de volgende soort:
- Atrophothele socotrana Pocock, 1903